# Peter Simons (homme d'affaires)
Pour les articles homonymes, voir Peter Simons et Simons.
Peter Simons, né le 29 mai 1964, est un homme d'affaires originaire de Québec. Il est le président-directeur général de La Maison Simons.
Il fait partie de la 5e génération de Simons à avoir repris l'entreprise familiale fondée en 1840. Il l'a acquise de son père Gordon Donald Simons. Il a une passion pour la ville de Québec, comme son père. Pour souligner le 400e anniversaire de Québec, il a fait don d'une fontaine de 4 millions de dollars (CAD), la fontaine de Tourny, installée devant l'hôtel du Parlement du Québec. En mai 2020, dans le contexte de la pandémie et devant le nouvel engouement pour l'achat local, la plateforme Fabrique 1840 prend de l'ampleur. Peter Simons souhaite davantage soutenir les artisans locaux.

## Honneurs
- 2008 -  Chevalier de l'Ordre national du Québec[2]
- 2018 - Membre de l'Ordre du Canada[3]
- 2019 - Compagnon de l'Ordre des arts et des lettres du Québec[4]